# 関東豪学連
関東豪学連（かんとうごうがくれん）は宮下あきら原作の漫画『魁!!男塾』に登場する架空の団体。

## 概要
関東一都六県、支配高98校、構成員1000名にも及ぶ不良学生の集団。男塾愕怨祭（がくえんさい）において男塾に攻め入った際は伊達臣人が総長を務めている。その後、剣桃太郎ら現一号生と驚邏大四凶殺で勝負するが敗北。伊達が男塾に三面拳と共に復学する。

## 構成員

### 伊達 臣人（だて おみと）
声 - 鈴置洋孝 / 平田広明（PS3ゲーム『魁!!男塾 〜日本よ、これが男である!〜』）
関東豪学連総長。覇極流槍術、覇極流活殺拳の使い手。仲間に対しても厳しく接することもあるが、実際は仲間思いであり人一倍情が篤い性格。口が悪く、敵に対しては侮辱する態度を取ることが多い。フェミニストで女は殺さない主義。誕生日は5月4日。血液型はO型。身長188cm、体重97kg。スリーサイズはB127 W85 H104。
かつては男塾一号生筆頭であり、江田島平八から「なにをやらせても完璧。男塾300年の中でも奴ほどの逸材はおらん」と言われるほどの人物だった。しかし作中から3年前の2月15日に教官殺しの罪（塾内では「男塾ニ・一五事件」と呼ばれている）を犯し、直後に男塾から逐電、姿を消す。両頬に三本ずつある傷跡は六忘面痕（ろくぼうめんこん）といい、当時その教官につけられたものである。ただ、その殺された教官は血気盛んすぎる上に職権乱用が一際目立ち、江田島も「チンケな野郎」と評している。
男塾出奔後は関東豪学連の総長となり、一号生の面々と驚邏大四凶殺の激闘を交わす。富士山頂における第四の凶・頂極大巣火噴関（ちょうきょくたいそうかふんかん）での桃との死闘に敗れ、男塾に復帰してからは一号生の副将的存在として重要な戦力となった。桃と同じく数々の秘技・秘拳を会得している。
敵副将格の強敵との対戦が多いながら、その大半を圧倒的にねじ伏せ一度として負けることがなく、また出陣する仲間に対し印象付けの台詞を言うことが多い。
孤児で、幼少時代は「孤戮闘」を生き抜いた経験がある。
『天より高く』『曉!! 男塾』では関東最大の広域指定暴力団の会長として登場。総理大臣である剣とは進んだ道は違うものの、現在でも盟友の仲。また遠縁にあたる安東の性根を叩き直すために男塾へ入塾させた。
覇極流（はきょくりゅう）
槍術および素手戦闘での体術。素手での闘技は活殺拳（かっさつけん）と呼ばれる。
千峰塵（ちほうじん）
槍での突きによる連続攻撃。開戦直後の第一手に繰り出されることが多い。
槍転脚（そうてんきゃく）
突き立てた槍を軸にしての飛び蹴り。
点鋲鹹（てんびょうかん）
覇極流秘奥義。目にも止まらぬ槍さばきで、宙に放り投げた三つの石片に賽の目を刻むほどの早業。
渦流天樓嵐（かりゅうてんろうらん）
凄まじい槍の回転で小竜巻ともいうべき乱気流現象を起こし風圧で相手を撹乱する。
渦流回峰嵐（かりゅうかいほうらん）
槍の回転による攻防一体の技。
無限追顕槍（むげんついけんそう）
投擲した槍が意思を持っているかのように飛び回り敵を追い回す。実際は穂先に細い鋼線をつけた槍を敵の体に結びつけているだけであり、冷静な判断力を欠いた中で逃げ回り槍がひとりでに追いかけてくるものと思い込ませている。
砂塵風車（さじんふうしゃ）
覇極流奥義。地を擦るように槍を縦回転させる事により砂塵を発生させ目眩ましとする。
蛇轍槍（じゃてつそう）
如意棍槍（にょいこんそう）とも呼ばれ、槍術極意といわれる。
九節鞭のように節々が可動する、からくり仕掛けが成された槍を使用するため、習得するのは至難の業とされている。
蛇轍眩憧槍（じゃてつげんどうそう）
蛇轍槍を振り回し、円の動きから繰り出される攻撃。
宇呂惔潴（うろやけぬま）
背中に槍を隠した構えから上空に槍を放り投げる。覇極流超奥義という名目だが、このような奥義は実際には存在せず、自らは穂先を残し折れた槍の下半分だけを投げることにより、対戦相手である紫蘭の槍を手放させる策に過ぎなかった。
逆から読むと「マヌケヤロウ（間抜け野郎）」となる。
卍天牛固め（まんじてんぎゅうがため）
覇極流体術。敵を担ぎ上げ、兜の角で刺し貫く。
卍天牛固め落下輪（まんじてんぎゅうがためらっかりん）
卍天牛固めのまま跳躍し、天地逆に落下し空中から地上に叩きつける。
拳止鄭（けんしてい）
両拳による真剣白刃止め。その真髄は相手の拳を止めることではなく破壊し使えなくすることにある。
気張禱（きちょうとう）
自己催眠による精神集中から、自らの持つ体能力を瞬間的に100％引き出す練活気挿法（れんかつきそうほう）の一種。

### 豪学連三面拳
男塾編入後は男塾三面拳となる。メンバーの名前は全て旧日本軍の戦闘機に由来。
続編『曉!!男塾』では、中国拳法史でもエリートであり、三面拳は代々同じ容姿をした者を修行させるしきたりになっていることが明かされ、次代の三面拳が登場している。なお同作によれば『魁!!男塾』の三面拳は三面寺第百五十二代三面拳とされる。

#### 雷電（らいでん）
声 - 飯塚昭三 / 増谷康紀（PS3ゲーム『魁!!男塾 〜日本よ、これが男である!〜』）
三面拳を束ねるリーダー格。三面拳随一の体術の持ち主で、中国拳法最古の歴史を持つ大往生流殺体術の使い手。額に「大往生」の刺青を入れており、泥鰌髭（どじょうひげ）で頭頂部を剃っている。身長178cm、体重95kg。スリーサイズはB120 W86 H106。
大四凶殺では第一の凶・灼脈硫黄関（しゃくみゃくいおうかん）でJとの初戦を飾り、体術で圧倒しJを窮地に追い込むが相打ち覚悟のマッハ・パンチに倒れ勝負は引き分けとなる。その後は男塾に伊達や他の三面拳共々入塾。
生真面目で信義に厚い性格として塾生から大いに信頼されているが、時としてひょうきんな一面を見せることがある。古今東西あらゆる拳法に精通し、敵（時には味方）の技や敵チームの正体についての解説をすることが多い。
大威震八連制覇、天挑五輪大武會と2度にわたり敵の卑怯な策略に嵌り敗北している。
大往生流（だいおうじょうりゅう）
中国拳法最古の歴史を持つ。殺体術（さったいじゅつ）と呼ばれ、その妙は勁の呼吸法により己の筋肉を意のままにすることにある。
鳳鶴拳（ほうかくけん）
爪先の仕込み刃で攻撃し、押し寄せる波のように押さば引き引かば押すヒットアンドアウェイの攻撃。
鶴足回拳（かくそくかいけん）
胴を軸にしての片足による連続回転蹴り。
飛翔鶴足回拳（ひしょうかくそくかいけん）
飛び蹴りからの鶴足回拳。
輪笙蓮華（りんしょうれんげ）
大往生流秘技。地面に立てた細い竿の上に無数の円盤を回転させ、竿を打ち次々に円盤を撃ち出す。単調な攻撃だが、その真価は錯距効果を利用した最後の三枚にあり、一回り小さな円盤に距離感を誤り命中してしまう。
髭勾針（しこうしん）
大往生流奥義。大往生流の極意は髪から足の爪まで身体髪膚全てを鍛え上げ己の意のままの武器とすることにあり、髭の先端には麻痺効果のあるトリカブトの毒が塗られた針が仕込んである。
槃旒双體（はんりゅうそうたい）
大往生流極奥義。ひとりでに動く玉を操り、割れた玉の中から自らの分身を出現させる。分身は並ならぬ体術と胴から両断されても死なない性質を持つが、その正体は猿宝の配下にあった三匹の猿である。
その後、後代の雷電に継承されている。
脹隴筋弾（ちょうりょうきんだん）
大往生流秘奥義。気合一閃筋肉を膨張させ、体内に打ち込まれた針をも飛び出させる。
月鎖刃（げっさじん）
鎌が錨状の変形両刃鎖鎌。高所の障害物に結びつけることにより、振り子のように利用して体術での攻撃に転用可能。

#### 飛燕（ひえん）
声 - 難波圭一 / 田中一成（PS3ゲーム『魁!!男塾 〜日本よ、これが男である!〜』）
三面拳の要と謳われる男。華麗な動きを旨とする鳥人拳の使い手。身の軽さに加え、針状の暗器鶴嘴千本を巧みに使いこなす。長髪で中性的な風貌の美男子。普段は他の塾生同様学ラン姿だが、戦う時は独自の中国拳士風の服を着用する。髪の色は薄いピンクだが、アニメ版では赤紫色。身長175cm、体重77kg。スリーサイズはB95 W70 H91。
大四凶殺では第二の凶・断崖宙乱関（だんがいちゅうらんかん）で富樫と対戦。鳥人拳で終始圧倒するが富樫の強運と根性の前に勝負は相討ちに終わった（後に両者とも生存が判明）。 
七牙冥界闘編では男塾在学生の一番手を務めた。
趣味は編み物（鉤針編み）や刺繍といった手芸。初期はナルシシストで、怒ると口調も荒くなる性格だったが、天挑五輪以降は穏やかな性格になった。だが敵には容赦がなく、彼と相対して生き延びた者は少ない。
『天より高く』では医者になっており、全日本青年医師会の会長を務めている。『暁!!男塾』では獅子丸を試すため、雷電、月光や他の男塾メンバーと共に伊達の部下として登場（他のキャラクターもそうだが、正式に部下となっているかは不明である）。
鳥人拳（ちょうじんけん）
得意としている空中戦では燕のように素早く鷹のように鋭い。その真髄は鶴嘴千本を自らに突き立て、己の肉体全てを意のままにすることにある。
鶴嘴千本（かくしせんぼん）
鳥人拳奥義。中国二千年の伝統を持つ針療医法を応用した技で、打つツボによって色々な効果がある。金属製の大針を投擲し、寸分の狂いもなく神経節を貫く。
十字打ち（じゅうじうち）
両腕を交差させながら十文字に鶴嘴千本を放つ。
断神節（だんしんせつ）
針麻酔の一種で、本人の意思と関係なく肉体が動いてしまう。
連結衝（れんけつしょう）
突き立った鶴嘴千本をさらに鶴嘴千本で突くことにより敵を刺し貫く。劉戒老師より死の直前に授かった奥義。
三点衝（さんてんしょう）
三本の鶴嘴千本による同時攻撃。近距離での回避は難しい。
無明透殺（むみょうとうさつ）
鳥人拳極奥義。手にした髪よりも細く見えない鶴嘴千本を放つ。作中実戦では、投げるふりをして足元の板で小石を飛ばし音を立て、それを相手にわざと見抜かせるという罠を仕掛けて使った。小石のトリックに気付き「見えない針など存在しない、ハッタリだ」と油断した相手に真の一撃を食らわせる。
鷹爪殺（ようかさつ）
鉄の爪による攻撃。
捻頸転脚（ねんけいてんきゃく）
蹴りによって敵の首を回転させ、骨を折り死に至らしめる。
飛鳥憭墜乱（ひちょうりょうついらん）
秘奥義。両脚で蹴り上げた後に自らも跳躍して背後から拘束し、地面に設置した鶴嘴千本を突き立てる。
終焉節（しゅうえんせつ）
鳥人拳極意。自らの体に鶴嘴千本を突き立て、一時的に肉体の持つ運動神経を極限まで高める神経節を突く。これらの神経節は体内各所の大動脈の下にあるため、突けば必ず出血多量で死に至る。
双掌極煌（そうしょうきょくこう）
両手を合わせた状態から繰り出す手刀での必殺の一撃。
鶴嘴紅漿霧（かくしこうしょうむ）
鳥人拳最終極技。体内の血を一点に圧縮し、一気に噴出させることにより血しぶきを螺旋状に振り撒き血の霧を発生させ、保護色となった中で血塗られた鶴嘴千本を投擲する。鶴嘴千本は微妙に曲げられており、ブーメランと同様に弧を描き目標物に戻ってくる。

#### 月光（げっこう）
声 - 堀之紀
三面拳最強の男。辵家流拳法の使い手で、強靭な意志と体力、完成された闘技の持ち主。大四凶殺では第三の凶・氷盆炎悶関（ひょうぼんえんもんかん）で虎丸と対戦し引き分けに終わるも三号生の助けを受け両者一命を取り留める。変幻自在の辵家流を操り、得物を選ばず多用途に渡り活躍する。身長190cm、体重100kg。スリーサイズはB125 W85 H121。
天挑五輪の搴兜稜萃戦で生来盲目であると明かされたが、それ以前では対戦相手に「死相が見えている」と言ったり、透明なブーメランに対し血を吹きかけ顕現させ見切るなどしていた。
天挑五輪でラジャ・マハールに敗れ戦死したと思われていたが、エーベルシュタインの脳手術を施され蘇り、七牙冥界闘で再び男塾と敵対し桃太郎と対峙する。しかし最後は記憶を取り戻し、男塾に戻った。
辵家流（チャクけりゅう）
伸縮自在の自在棍を駆使し、究極といえる技を数多く網羅している。
核砕孔（かくさいこう）
学術的にプルッツフォン・ポイントと呼ばれる、物体の臍とでもいうべき分子集合体の一番弱い箇所を見極め、鉄拳の一撃で粉々に粉砕する。
纒欬針点（てんがいしんてん）
人間の持つ動体視力と精神集中力を極限まで鍛え高めた時、初めて可能となる見切り技。
無明察相翫（むみょうさつそうかん）
辵家流拳法最大最強の秘術。危機的状況にあるすべての生物が一定の刺激を受けると、同じ行動しかしなくなるという「ケッペルの法則」と同じ原理で、その行動を予測し、上空に投擲した攻撃を確実に敵に命中させる。
双翼飜（そうよくはん）
敵の回避行動とそこから生じる油断まで計算し尽した、二つの武器による時間差攻撃。
纏欬狙振弾（てんがいそしんだん）
辵家棍法術奥義。地面に設置した鉄球をゴルフスイングに酷似した打撃法で発射する。
旋曲弾（せんきょくだん）
辵家棍法。ゴルフでいう超フック・ボールで、急角度でカーブする鉄球を発射する。
散寇流星弾（さんこうりゅうせいだん）
辵家秘奥義。弾の回転を殺して意図的に敵の足元に鉄球を落下させ巧妙に配置し、最後の一球でビリヤードの如く鉄球を乱反射させ敵に命中させる。
扇蔽幕（せんぺいばく）
辵家棍法術奥義。高速で棍を回転させ飛び道具を防ぐ防御技。
暁闇紅漿霧（ぎょうあんこうしょうむ）
辵家流奥義。己の傷口から噴出させた血霧を目潰しとし身を隠す。
趨滑襲（すうかっしゅう）
辵家奥義。両端に球状のゴムがついた両刃斧を棍で打ち出し、四方の壁に乱反射させて攻撃する。
奇踪撃（きそうげき）
辵家棍法術奥義。趨滑襲のように棍を乱反射させ敵を攻撃する。
覇月大車輪（はづきだいしゃりん）
両手に手甲型の曲刀を持ち、倒立の姿勢で頭を軸にしてコマのように高速回転しながら攻撃する。

怒粧墨（どしょうぼく）
怒りで肉体を鋼の硬度とする。
覇極流棍法術（はきょくりゅうこんぽうじゅつ）
対影慶戦で使用した棍法術。犇斧ヌンチャクの凄まじい攻撃をことごとく打ち返し、その結び目の鎖を正確に突き断ち切る技量を持つ。

### その他の構成員
森田 大器（もりた たいき）
声 - 小杉十郎太
関東豪学連の親衛隊長。右目に眼帯、禿頭に鉢巻という風貌で、愕怨祭を狙い男塾に攻め入る前に総長の伊達臣人が放った斥候役。
豪学連チーム十五名を率いて桃たち一号生と男塾名物「羅惧美偉」で戦う。ルールであるしびれ薬を一人飲まず、鉄斧双鞭でJ、富樫や他の一号生を蹴散らすなど圧倒的な強さを見せつけ、桃との対決でも桃を追い詰めるが、桃の反撃により敗北し、その後伊達により処刑される。後に彼の遺体は警察が発見するも、男塾側は総員で黙秘した。
なお原作では鉢巻に「日米安保」とあったが、アニメでは「常勝」に変更。頭頂には「忠義」と刺青がされているが、アニメでは何も彫られていない。年齢は『魁!!男塾奥義の書 魁!!男塾である!!!』では18歳とされる。
鉄斧双鞭（てっふそうべん）
中国武術秘伝中の秘という鉄球付き鎖斧。『男塾』で初めて登場した中国武術技である。

大入道（おおにゅうどう）
声 - 掛川裕彦
名前はアニメより。関東豪学連の斥候隊（後輩）。子分とともに本隊到着まで時間が空いたので、男塾名物・愕怨祭を見物しアトラクションで荒稼ぎをするが、Jのいるアトラクションにて返り討ちに遭い、その後自分自身が「鬼の館」と銘打ったアトラクションにされ、鬼のコスプレをさせられた状態で入場客による石打ちの拷問を受ける（アニメでは「うさちゃんハウス」と銘打ったもので、子分共々ウサギのコスプレをさせられ、手動式の回し車の中に放り込まれた）。本隊到着後はそのまま返還された後に森田に足蹴にされた。